# Illasi
Illasi är en ort och kommun i provinsen Verona i regionen Veneto i Italien. Kommunen hade 5 238 invånare (2018).